# FMA IA 36 Cóndor
O IA 36 Cóndor é uma aeronave comercial a reação argentina projetada no início dos anos 50 pela Fábrica Militar de Aviones (FMA). O projeto, desenhado por Kurt Tank, foi cancelado em 1958, sem nenhum protótipo operacional construído.

## História
Os estudos do projeto iniciaram em 1951, por uma equipe liderada pelo projetista alemão Kurt Tank. A partir deste, foi construído um mockup em escala 1:34, para testes aerodinâmicos e outro mockup da fuselagem em escala 1:1, construído em madeira. O projeto foi cancelado em 1958, no governo de Pedro Eugenio Aramburu, no interim da Revolução Libertadora de 1955, que depôs Juan Domingo Perón.

## Descrição
A aeronave contaria com cinco motores turbojato Rolls-Royce Nene II, montados em uma configuração anular, em volta da parte traseira da fuselagem; Porém, os planos futuros eram de substituir os motores Nene por unidades de potência de mais desempenho. A aeronave acomodaria 32 a 40 passageiros, tendo velocidade máxima de 950 km/h (590 mph) e alcance de 5.000km (2.700 nmi). A aeronave também contava com asas enflechadas (melhorando o desempenho aerodinâmico), tendo 34m de envergadura.

## Especificações
Dados de: 
Descrições gerais
- Tripulação: 3-4 Tripulantes
- Capacidade: 32-40 passageiros
- Envergadura: 34 m (110 ft)

Motorização
- Número de motores: 5x
- Tipo do motor: Rolls-Royce Nene II

Performance
- Velocidade máxima: 950 km/h (590 mph)
- Velocidade de cruzeiro (km/h): 245 km/h (152 mph)
- Alcance: 5 000 km (3 110 mi)

## Ver Também
- de Havilland Comet
- Tupolev Tu-104